# Hill bomb

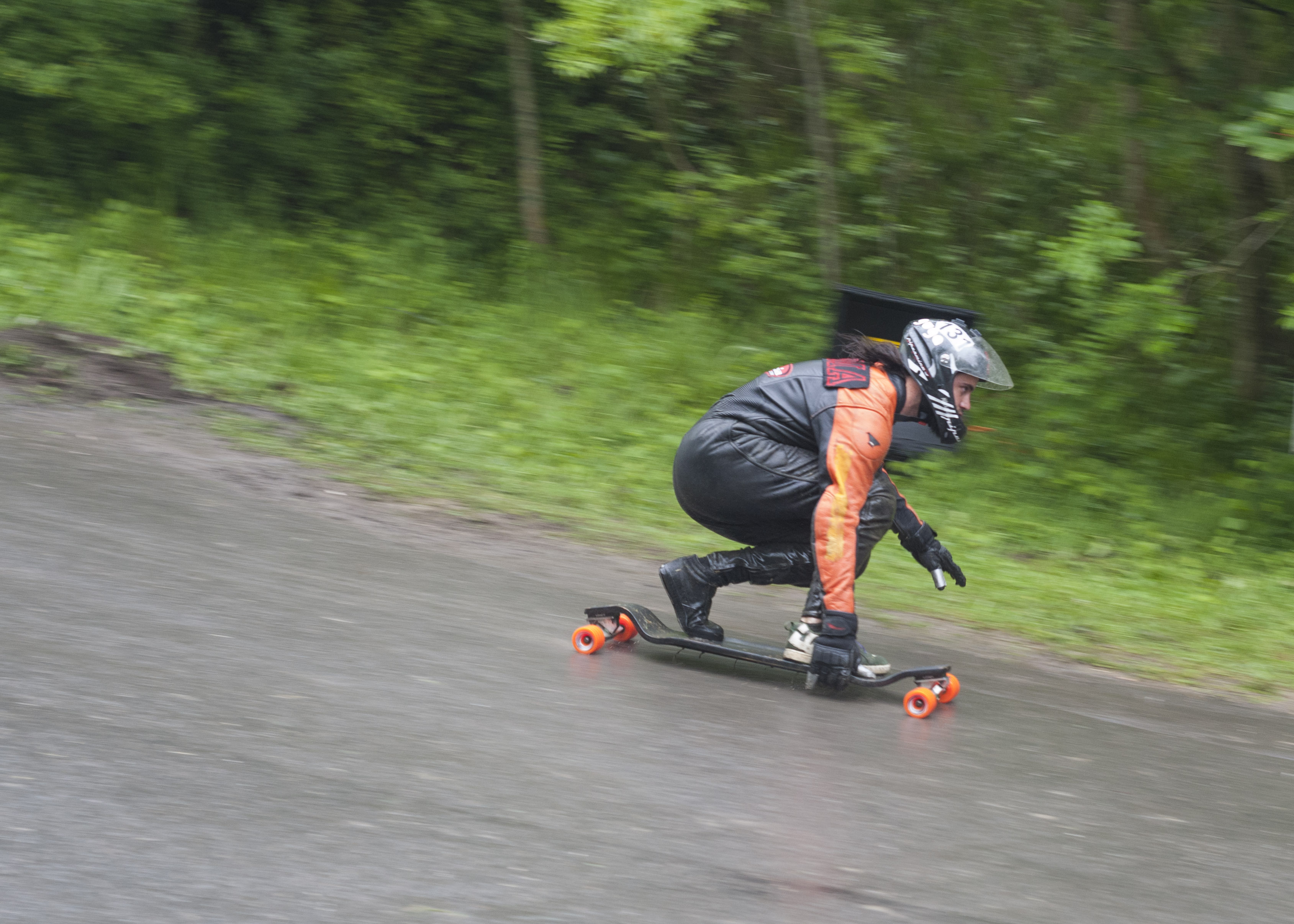
Uno skater che si lancia in un hill bomb su un longboard

L'hill bomb è una manovra dello skateboard in cui lo skater percorre a grandi velocità un tratto di strada più o meno ripido. Questo trick è rinomato per i rischi non trascurabili in cui incorre chi tenta di compierlo, distinguendosi, allo stesso tempo, per la sua eleganza qualora eseguito da atleti competenti.

## Storia
La rivista Thrasher descrive l'hill bomb come "una delle prime esperienze da brivido mai provate su uno skateboard", poiché venne probabilmente tentato sin dagli albori della disciplina, prima della maggior parte degli altri trick. Nonostante ciò, i hill bomb sono pericolosi e dovrebbero essere eseguiti solamente da atleti esperti. Gli skater professionisti del gruppo GX1000, quali Sean Greene, Pablo Ramirez e Frank Gerwer, hanno reso nuovamente popolare l'hill bomb negli anni 2010.

### Anni 1980
Nel video skate del 1985 di Powell Peralta Future Primitive, Tommy Guerrero percorre le celebri discese di San Francisco, traendo vantaggio dalle sue peculiari caratteristiche topografiche. La città californiana riappare nel cortometraggio del 1988 Sick Boys, dove diversi skater, tra cui Julien Stranger, sfrecciano sulle sue ripide strade in discesa.

### Anni 1990
Nel video skate del 1998 di Toy Machine Jump Off a Building, la parte dedicata allo skater professionista Chris Senn contiene diversi hill bomb.

### Anni 2000
Alla fine della parte dedicata a Jon Allie del video New Blood di Zero Skateboards (2005), viene eseguito un frontside 180 kickflip to hill bomb. Nel video del 2005 di DVS Skate More, è possibile osservare diversi hill bomb nella sezione dedicata allo skater professionista Dennis Busenitz.

### Anni 2010
Nel 2010 Emerica pubblicò un video skate intitolato Stay Gold, nel quale lo skater professionista Brandon Westgate esegue un hill bomb all'interno di un canale di drenaggio. Nel 2011, Magenta Skateboard rilasciò SF Hill Street Blues, girato da Yoan Taillandier: il video mostra numerosi hill bomb nelle strade di San Francisco. Sempre nello stesso anno, nel nuovo cortometraggio di Emerica Brandon Westgate: New Shoe, New Part, si possono osservare alcuni line contenenti hill bomb, eseguiti sempre a San Francisco. Il gruppo di skater GX1000 è rinomato per l'esecuzione di questa manovra, che compare in video skate come Adrenaline Junkie (2017), Roll Up (2018) ed El Camino (2018). Nel video del 2019 di Supreme Candyland, dedicato a Pablo Ramirez e diretto da William Strobeck, vengono mostrati diversi hill bomb, tra cui quelli di Sean Greene, Jeff Carlyle, Rowan Zorilla, Matt Finley, Sean Pablo, Andrew Torralvo, Taylor Nida ed Elissa Steamer.

## L'hill bomba San Francisco

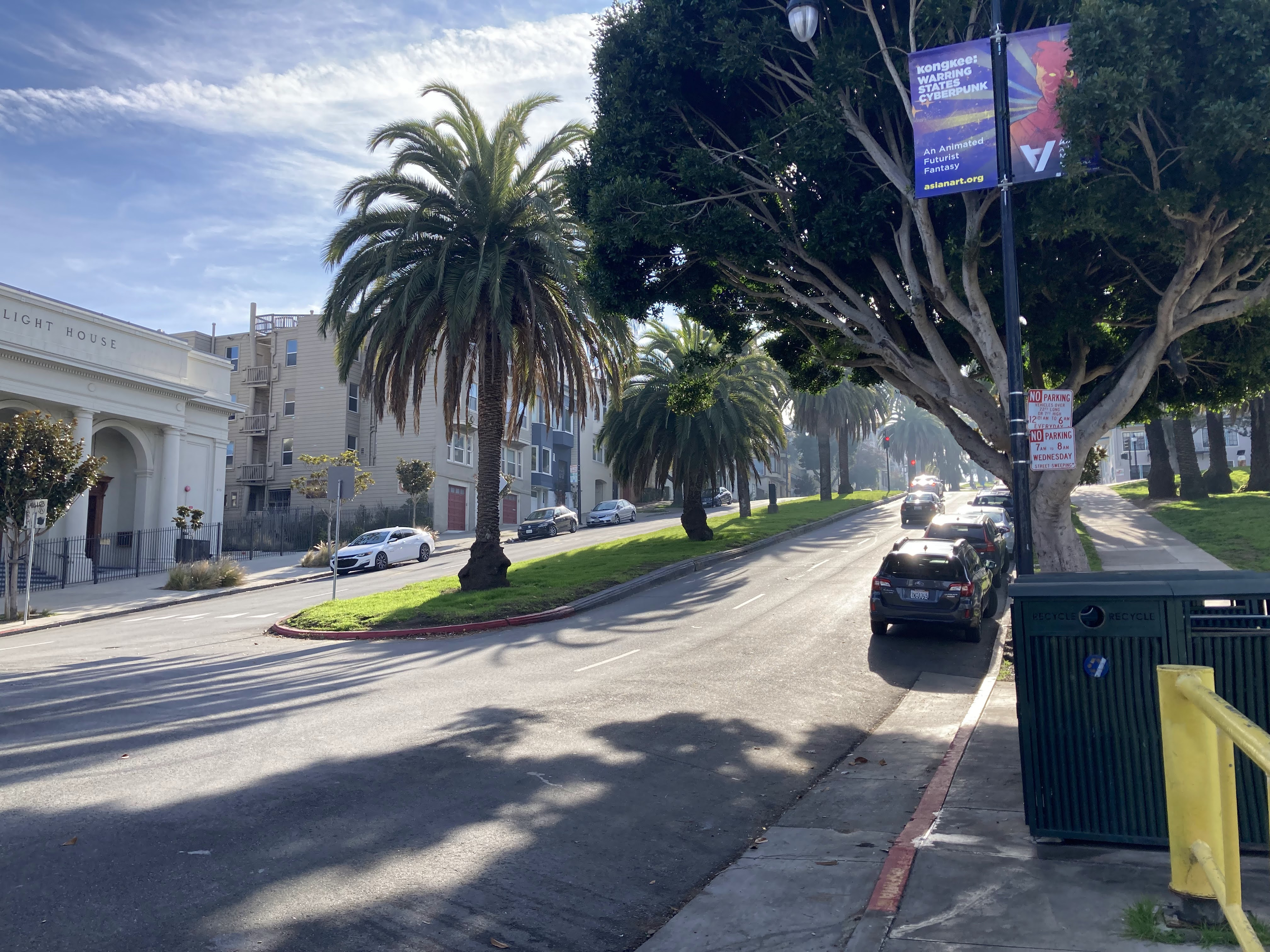
Dolores Street, dove ha luogo il Dolores Park Hill Bomb

Una delle località più celebri in cui viene praticato l'hill bomb è la città statunitense di San Francisco, la cui morfologia collinare, con i suoi rinomati saliscendi, facilita indubbiamente l'esecuzione di questa manovra.

### Dolores Park
Ogni anno, nel mese di luglio, a San Francisco si tiene un evento interamente dedicato all'hill bomb. Centinaia di skater si radunano sulla Dolores Street, di fronte al Mission Dolores Park, per poi lanciarsi in svariate discese ad alta velocità. In questo evento di massa non mancano gli incidenti, da quelli più lievi a un caso persino fatale. Nel 2020 le autorità municipali tentarono di fermare l'organizzazione dell'evento installando degli skatestopper lungo la strada. Nonostante ciò, gli skater non hanno mai smesso di organizzare quest'evento. In occasione dell'hill bomb del luglio del 2023, l'SFPD arrestò più di 100 skater, tra cui 81 minori.